# Patryck Ferreira
Patryck Magalhães Ferreira (Río de Janeiro, Brasil; 5 de septiembre de 1998) es un futbolista brasileño. Juega de delantero. Actualmente se encuentra en Tacuary de la Primera División de Paraguay.